# Championnat du monde militaire féminin de football 2009
Le Ve championnat du monde militaire de football féminin a eu lieu du 6 au 14 juin 2009 sur la base aérienne Keesler à Biloxi dans l'État du Mississippi aux États-Unis.

## Stades
Deux stades situés dans la ville ont été retenus pour accueillir les différentes rencontres.

## Les Poules
| Poule A     | Poule B         |
| ----------- | --------------- |
| 1. Pays-Bas | 1. Brésil       |
| 2. France   | 2. Corée du Sud |
| 3. Canada   | 3. États-Unis   |
|             | 4. Allemagne    |

## Match d'ouverture
La match d'ouverture États-Unis - Allemagne a eu lieu au High Stadium de Biloxi le 6 juin 2009 après la cérémonie d'ouverture à laquelle chaque délégation a participé en défilant devant les autorités militaires et sportives présentes dans les tribunes.

## Phase de groupe
A eu lieu du 6 au 9 juin 2009.

### Groupe A

#### Calendrier
| Date de la rencontre | Équipe 1 | Score | Équipe 2 | Lieu de la rencontre  |
| -------------------- | -------- | ----- | -------- | --------------------- |
| 6 juin 2009 (16h)    | Pays-Bas | 2 - 2 | France   | Biloxi (High Stadium) |
| 7 juin 2009 (16h)    | France   | 5 - 1 | Canada   | Biloxi (High Stadium) |
| 9 juin 2009 (17h)    | Pays-Bas | 3 - 1 | Canada   | Biloxi (High Stadium) |

#### Classement
| Rang | Équipes  | Pt | J | G | N | P | Bp | Bc | Dif. |
| ---- | -------- | -- | - | - | - | - | -- | -- | ---- |
| 1    | France   | 6  | 2 | 1 | 1 | 0 | 7  | 3  | +4   |
| 2    | Pays-Bas | 6  | 2 | 1 | 1 | 0 | 5  | 3  | +2   |
| 3    | Canada   | 2  | 2 | 0 | 0 | 2 | 2  | 8  | -6   |

### Groupe B

#### Calendrier
| Date de la rencontre | Équipe 1     | Score | Équipe 2     | Lieu de la rencontre  |
| -------------------- | ------------ | ----- | ------------ | --------------------- |
| 6 juin 2009 (14h)    | États-Unis   | 3 - 4 | Allemagne    | Biloxi (High Stadium) |
| 6 juin 2009 (18h)    | Brésil       | 1 - 0 | Corée du Sud | Biloxi (High Stadium) |
| 7 juin 2009 (14h)    | Allemagne    | 0 - 1 | Brésil       | Biloxi (High Stadium) |
| 7 juin 2009 (18h)    | Corée du Sud | 6 - 1 | États-Unis   | Biloxi (High Stadium) |
| 9 juin 2009 (15h)    | Corée du Sud | 6 - 0 | Allemagne    | Biloxi (Sportsplex)   |
| 9 juin 2009 (15h)    | Brésil       | 3 - 0 | États-Unis   | Biloxi (Sportsplex)   |

#### Classement
| Rang | Équipes      | Pt | J | G | N | P | Bp | Bc | Dif. |
| ---- | ------------ | -- | - | - | - | - | -- | -- | ---- |
| 1    | Brésil       | 12 | 3 | 3 | 0 | 0 | 5  | 0  | +5   |
| 2    | Corée du Sud | 9  | 3 | 2 | 0 | 1 | 12 | 2  | +10  |
| 3    | Allemagne    | 6  | 3 | 1 | 0 | 2 | 4  | 10 | -6   |
| 4    | États-Unis   | 3  | 3 | 0 | 0 | 3 | 4  | 13 | -9   |

## Demi-finales
| Match | Date de la rencontre | 1er du groupe A | Score | 2e du groupe B | Lieu de la rencontre  |
| ----- | -------------------- | --------------- | ----- | -------------- | --------------------- |
| 10    | 11 juin 2009 (16h)   | France          | 1 - 3 | Corée du Sud   | Biloxi (High Stadium) |

| Match | Date de la rencontre | 1er du groupe B | Score | 2e du groupe A | Lieu de la rencontre  |
| ----- | -------------------- | --------------- | ----- | -------------- | --------------------- |
| 11    | 11 juin 2009 (18h)   | Brésil          | 3 - 1 | Pays-Bas       | Biloxi (High Stadium) |

## Match de consolation pour la5eplace
| Match | Date de la rencontre | 3e du groupe A | Score | 3e du groupe B | Lieu de la rencontre  |
| ----- | -------------------- | -------------- | ----- | -------------- | --------------------- |
| 12    | 13 juin 2009 (10h)   | Canada         | 1 - 4 | Allemagne      | Biloxi (High Stadium) |

## Match pour la3eplace
| Match | Date de la rencontre | Perdant du match 10 | Score | Perdant du match 11 | Lieu de la rencontre  |
| ----- | -------------------- | ------------------- | ----- | ------------------- | --------------------- |
| 13    | 13 juin 2009 (12h)   | France              | 1 - 2 | Pays-Bas            | Biloxi (High Stadium) |

## Finale
Au High Stadium de Biloxi, le 13 juin 2009 à 14h avant la cérémonie de clôture.
| Match | Date de la rencontre | Gagnant du match 10 | Score | Gagnant du match 11 | Lieu de la rencontre  |
| ----- | -------------------- | ------------------- | ----- | ------------------- | --------------------- |
| 14    | 13 juin 2009 (14h)   | Corée du Sud        | 0 - 1 | Brésil              | Biloxi (High Stadium) |

## Classement Final
| Rang               | Équipe       | Stade de la compétition |
| ------------------ | ------------ | ----------------------- |
| Médaille d'or      | Brésil       | Vainqueur               |
| Médaille d'argent  | Corée du Sud | Finale                  |
| Médaille de bronze | Pays-Bas     | Demi-finale             |
| 4                  | France       | Demi-finale             |
| 5                  | Allemagne    | Classement              |
| 6                  | Canada       | Classement              |
| 7                  | États-Unis   | Phase de groupe         |

## Sources
Site officiel

CISM magazine du n° 146 de septembre 2009